# Leichtathletik-Europameisterschaften 1966/4 × 100 m der Frauen

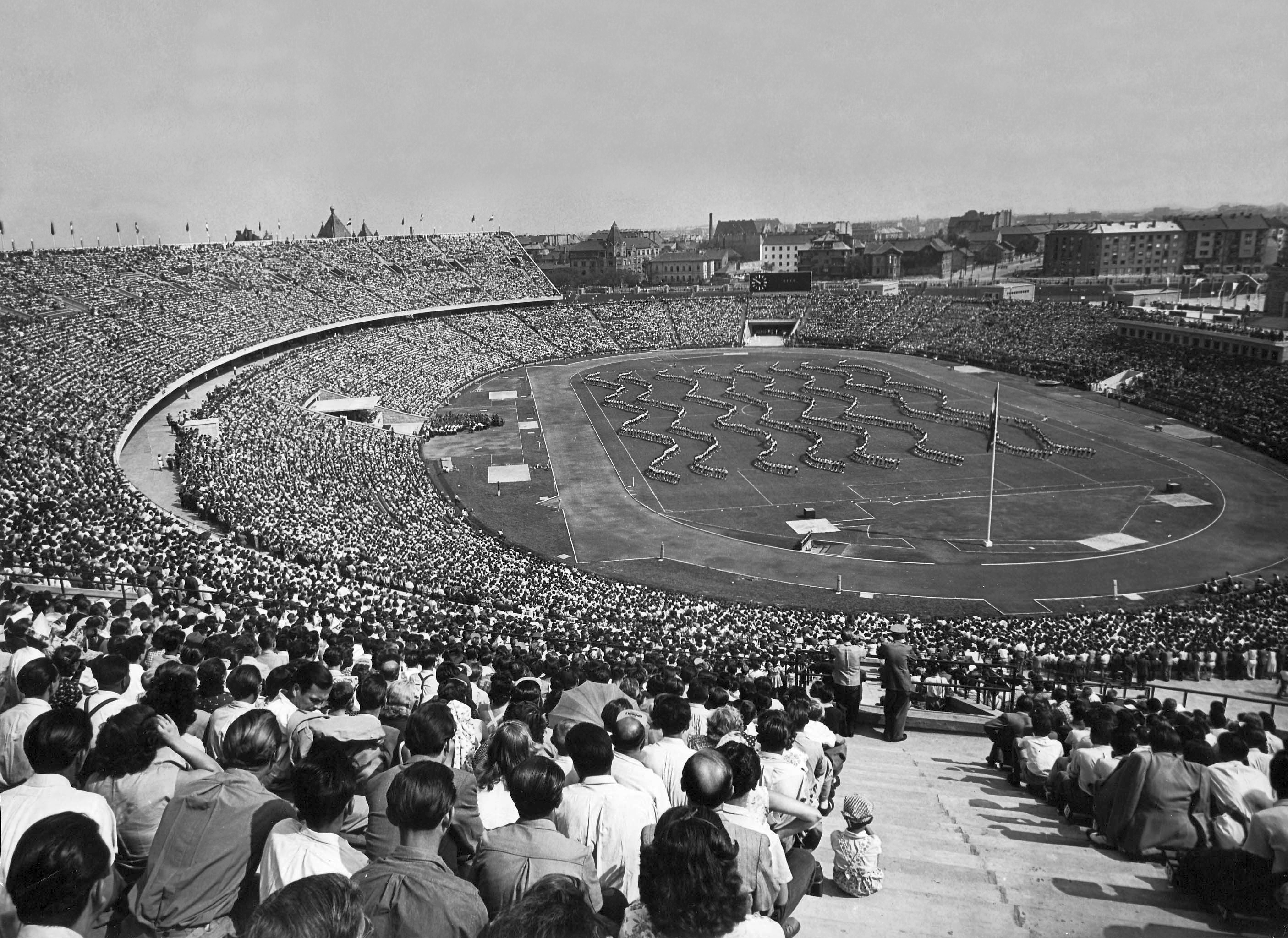
Das Népstadion bei einer Veranstaltung im Jahr 1953

Die 4-mal-100-Meter-Staffel der Frauen bei den Leichtathletik-Europameisterschaften 1966 wurde am 3. und 4. September 1966 im Budapester Népstadion ausgetragen.
Europameisterinnen wurden die Titelverteidigerinnen aus Polen mit Elżbieta Bednarek, Danuta Straszyńska, Irena Kirszenstein und Ewa Kłobukowska.
Die Staffel der Bundesrepublik Deutschland gewann die Silbermedaille in der Besetzung Renate Meyer, Hannelore Trabert, Karin Frisch und Jutta Stöck.
Bronze ging an die Sowjetunion mit Wera Popkowa, Walentyna Bolschowa, Ljudmila Samotjossowa und Renāte Lāce.

## Rekorde

### Bestehende Rekorde
| Weltrekord   | 43,9 s | USA (Willye White, Wyomia Tyus, Marilyn White, Edith McGuire)              | OS Tokio, Japan         | 21. Oktober 1964   |
| Europarekord | 44,0 s | Großbritannien (Janet Simpson, Mary Rand, Daphne Arden, Dorothy Hyman)     | OS Tokio, Japan         | 21. Oktober 1964   |
| EM-Rekord    | 44,5 s | Polen (Teresa Ciepły, Barbara Sobotta, Elżbieta Szyroka, Maria Piątkowska) | EM Belgrad, Jugoslawien | 16. September 1962 |

Anmerkung zum Welt- und Europarekord:

Das Finale über 4 × 100 Meter bei den Olympischen Spielen 1964 gewann die Staffel aus Polen mit Schlussläuferin Ewa Kłobukowska in 43,6 s. Diese Zeit wurde zunächst als Welt- und Europarekord anerkannt. 1969 strich der Weltleichtathletikverband (früher IAAF) allerdings alle Weltrekorde, an denen Ewa Kłobukowska beteiligt war, weil sie nach einem Geschlechtstest 1967 als Hermaphrodit eingestuft wurde. Ihre Titel dagegen durfte die Sportlerin behalten – siehe auch Abschnitt "Problemfeld Geschlechtsstatus" unten. So waren die Silbermedaillengewinnerinnen aus den USA die Inhaberinnen des Weltrekords. Die drittplatzierten Britinnen waren die Europarekordlerinnen.

### Rekordverbesserung
Die Staffel der Europameisterinnen aus Polen (Elżbieta Bednarek, Danuta Straszyńska, Irena Kirszenstein, Ewa Kłobukowska) verbesserte den bestehenden Meisterschaftsrekord im Finale am 4. September um eine Zehntelsekunde auf 44,4 s. Zum Europarekord fehlten vier, zum Weltrekord fünf Zehntelsekunden.

## Problemfeld Geschlechtsstatus
Diskussionen gab es um die Frage des Geschlechtsstatus: Sind alle Sportlerinnen, die bei den Frauenwettkämpfen antreten, tatsächlich, Frauen? Es hatte in der Vergangenheit vor allem bei den beiden überaus erfolgreichen sowjetischen Geschwistern Tamara und Irina Press, Zweifel gegeben. Die beiden stellten sich den neu eingeführten sogenannten Sextests nicht, nahmen somit an diesen Europameisterschaften nicht teil und tauchten von da an nie mehr bei Wettkämpfen auf.
Mit der hier ebenfalls stark auftretenden Polin Ewa Kłobukowska war eine weitere Athletin von diesen Geschlechtstests betroffen. Sie passierte den Test bei diesen Europameisterschaften ohne Beanstandung, wurde allerdings im Jahr 1967 im Rahmen des Europacups aufgrund ihrer Geschlechtschromosome als Hermaphrodit eingestuft. Dies hatte zur Folge, dass sie von da nicht mehr an Wettbewerben teilnehmen konnte. 1969 strich der Weltleichtathletikverband (damals IAAF) nachträglich alle Weltrekorde, an denen Ewa Kłobukowska beteiligt war. Ihre errungenen Titel und Medaillen durfte sie dagegen behalten. Zur Einordnung dieser Fakten gehört allerdings auch die Tatsache, dass die betroffene Sportlerin später heiratete und einen Sohn gebar.

## Vorrunde
3. September 1966
Die Vorrunde wurde in zwei Läufen durchgeführt. Die ersten drei Staffeln pro Lauf – hellblau unterlegt – qualifizierten sich für das Finale.

### Vorlauf 1
| Platz | Nation         | Besetzung                                                               | Zeit (s) |
| ----- | -------------- | ----------------------------------------------------------------------- | -------- |
| 1     | Polen          | Elżbieta Bednarek Danuta Straszyńska Irena Kirszenstein Ewa Kłobukowska | 44,7     |
| 2     | DDR            | Ingrid Tiedtke Ursula Böhm Christina Heinich Renate Heldt               | 45,3     |
| 3     | Ungarn         | Margit Nemesházi Erzsébet Bartos Annamária Tóth Ida Such                | 45,3     |
| 4     | Großbritannien | Maureen Tranter Janet Simpson Daphne Slater Jill Hall                   | 45,3     |
| 5     | Norwegen       | Maj Lena Lundström Tove Bakkejord Berit Berthelsen Kirsten Rothe        | 45,6     |

### Vorlauf 2
| Platz | Nation           | Besetzung                                                          | Zeit (s) |
| ----- | ---------------- | ------------------------------------------------------------------ | -------- |
| 1     | BR Deutschland   | Renate Meyer Hannelore Trabert Karin Frisch Jutta Stöck            | 44,9     |
| 2     | Sowjetunion      | Renāte Lāce Walentyna Bolschowa Ljudmila Samotjossowa Wera Popkowa | 45,0     |
| 3     | Frankreich       | Danielle Guéneau Sylviane Telliez Gabrielle Meyer Nicole Montandon | 45,8     |
| 4     | Niederlande      | Truus Hennipman Martha Klaasen Wilma van Gool Lidy Vonk            | 45,9     |
| 5     | Tschechoslowakei | Eva Lehocká Eva Šuranová Vlasta Přikrylová Alena Hiltscherová      | 46,0     |

## Finale
4. September 1966
| Platz | Nation         | Besetzung                                                               | offizielle Zeit (s) handgestoppt | inoffizielle Zeit (s) elektronisch |
| 1     | Polen          | Elżbieta Bednarek Danuta Straszyńska Irena Kirszenstein Ewa Kłobukowska | 44,4 CR                          | 44,49                              |
| 2     | BR Deutschland | Renate Meyer Hannelore Trabert Karin Frisch Jutta Stöck                 | 44,5000                          | 44,60                              |
| 3     | Sowjetunion    | Wera Popkowa Walentyna Bolschowa Ljudmila Samotjossowa Renāte Lāce      | 44,6000                          | 44,70                              |
| 4     | Ungarn         | Margit Nemesházi Erzsébet Bartos Annamária Tóth Ida Such                | 45,1000                          | k. A.                              |
| 5     | DDR            | Ingrid Tiedtke Ursula Böhm Christina Heinich Renate Heldt               | 45,3000                          | k. A.                              |
| 6     | Frankreich     | Danielle Guéneau Sylviane Telliez Gabrielle Meyer Nicole Montandon      | 45,7000                          | k. A.                              |